# Peter Mokaba Stadion
A Peter Mokaba Stadion egy többfunkciós sportlétesítmény Polokwanéban, a Dél-afrikai Köztársaságban. 2010-ben nyitották meg, befogadóképessége 45 500 fő. A stadion a 2010-es labdarúgó-világbajnokságra épült, melyben négy csoportmérkőzést rendeztek. A labdarúgó mellett rugby mérkőzéseket is játsszanak itt.

## Események

### 2010-es labdarúgó-világbajnokság
| Dátum            | Pályaválasztó | Eredmény | Vendég    | Forduló   |
| ---------------- | ------------- | -------- | --------- | --------- |
| 2010. június 13. | Algéria       | 0 – 1    | Szlovénia | C csoport |
| 2010. június 17. | Franciaország | 0 – 2    | Mexikó    | A csoport |
| 2010. június 22. | Görögország   | 0 – 2    | Argentína | B csoport |
| 2010. június 24. | Paraguay      | 0 – 0    | Új-Zéland | F csoport |